# Craterocolla
Craterocolla är ett släkte av svampar. Enligt Catalogue of Life ingår Craterocolla i familjen Sebacinaceae, ordningen Sebacinales, klassen Agaricomycetes, divisionen basidiesvampar och riket svampar, men enligt Dyntaxa är tillhörigheten istället familjen Exidiaceae, ordningen gelésvampar, klassen Tremellomycetes, divisionen basidiesvampar och riket svampar.
|              | Sebacina                                                                    |
|              |                                                                             |
|              | Ditangium                                                                   |
|              |                                                                             |
|              | Tremellodendron                                                             |
|              |                                                                             |
|              | Efibulobasidium                                                             |
|              |                                                                             |
|              | Tremelloscypha                                                              |
|              |                                                                             |
|              | Cristella                                                                   |
|              |                                                                             |
| Craterocolla | \| \| Craterocolla cerasi \| \| \| \| \| \| Craterocolla minuta \| \| \| \| |
|              | \| \| Craterocolla cerasi \| \| \| \| \| \| Craterocolla minuta \| \| \| \| |
|              | Tremellostereum                                                             |
|              |                                                                             |
|              | Craterocolla cerasi                                                         |
|              |                                                                             |
|              | Craterocolla minuta                                                         |
|              |                                                                             |

|  | Craterocolla cerasi |
|  |                     |
|  | Craterocolla minuta |
|  |                     |